# قرنيه شمرون
قرنيه شمرون (بالعبرية: קרני שומרון) هي مستوطنة إسرائيلية أقيمت عام 1978 على أراضي القرى الفلسطينية كفر لاقف، جينصافوط، ودير استيا في وادي قانا بين محافظتي سلفيت وقلقيلية.

## السكان
تطور عدد سكانها عبر عدة سنوات، في عام 1992 بلغ عدد سكانها 1,540 نسمة، وفي نهاية عام 1998 بلغ عدد سكانها 5,370 نسمة. أما في عام 2013، فقد وصل عدد سكانها إلى حوالي 6,550 نسمة.

## الجانب القانوني
يعتبر المجتمع الدولي المستوطنات الإسرائيلية في الضفة الغربية غير قانونية بموجب القانون الدولي، لكن الحكومة الإسرائيلية تُعارض ذلك.